# Espondeilhan
Espondeilhan ist eine südfranzösische Gemeinde im Département Hérault in der Region Okzitanien. Espondeilhan hat 1176 Einwohner (Stand 1. Januar 2022).

## Geografie
Espondeilhan liegt zwölf Kilometer nördlich der Stadt Béziers inmitten von Weinfeldern. Benachbarte Gemeinden sind Lieuran-lès-Béziers im Südosten und Servian im Westen.

## Bevölkerungsentwicklung

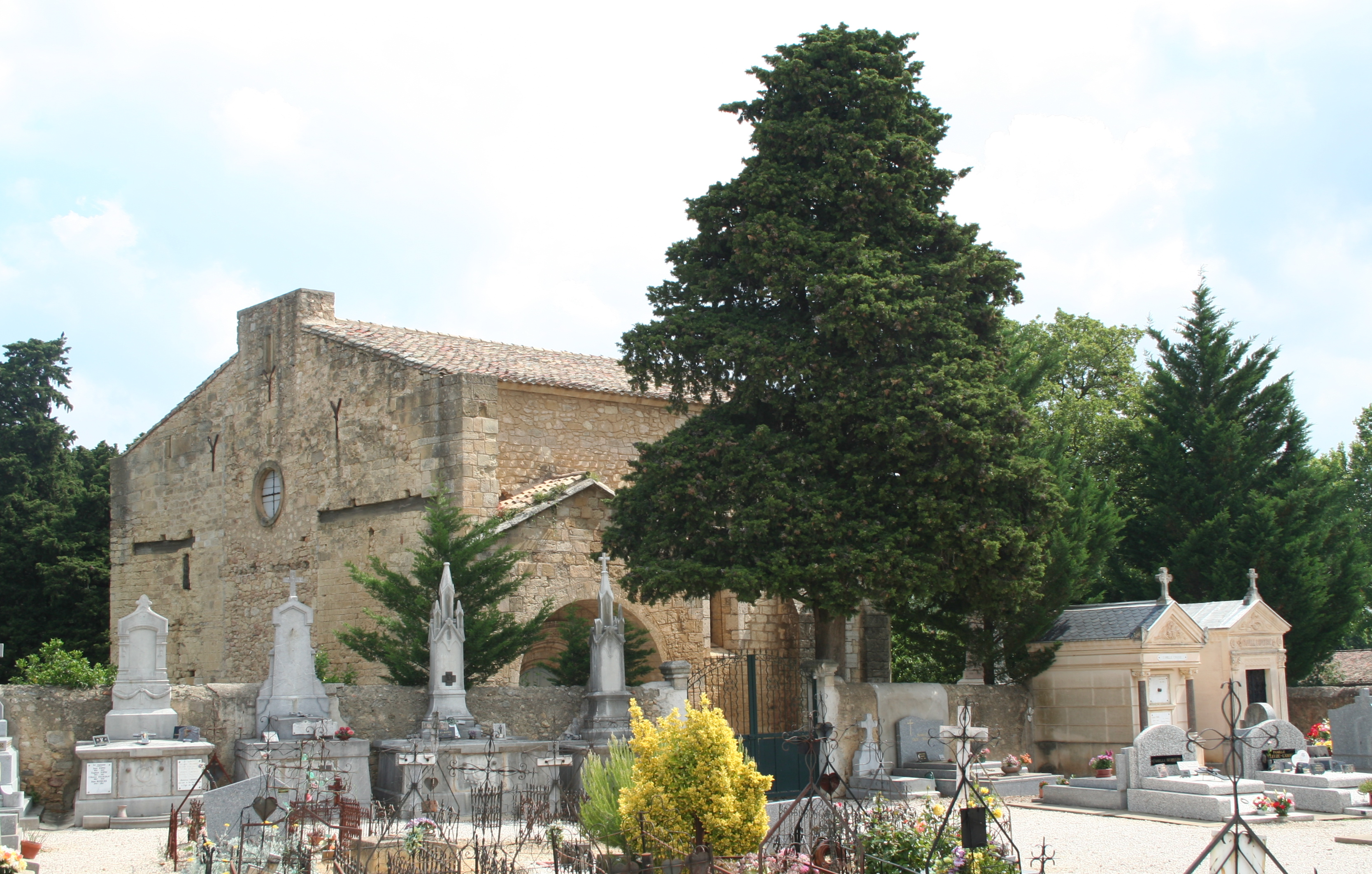
Romanische Kirche Notre-Dame des Pins

| Jahr      | 1962 | 1968 | 1975 | 1982 | 1990 | 1999 | 2007 | 2017 |
| --------- | ---- | ---- | ---- | ---- | ---- | ---- | ---- | ---- |
| Einwohner | 316  | 354  | 323  | 356  | 517  | 623  | 898  | 1033 |